# Zirkuspolka

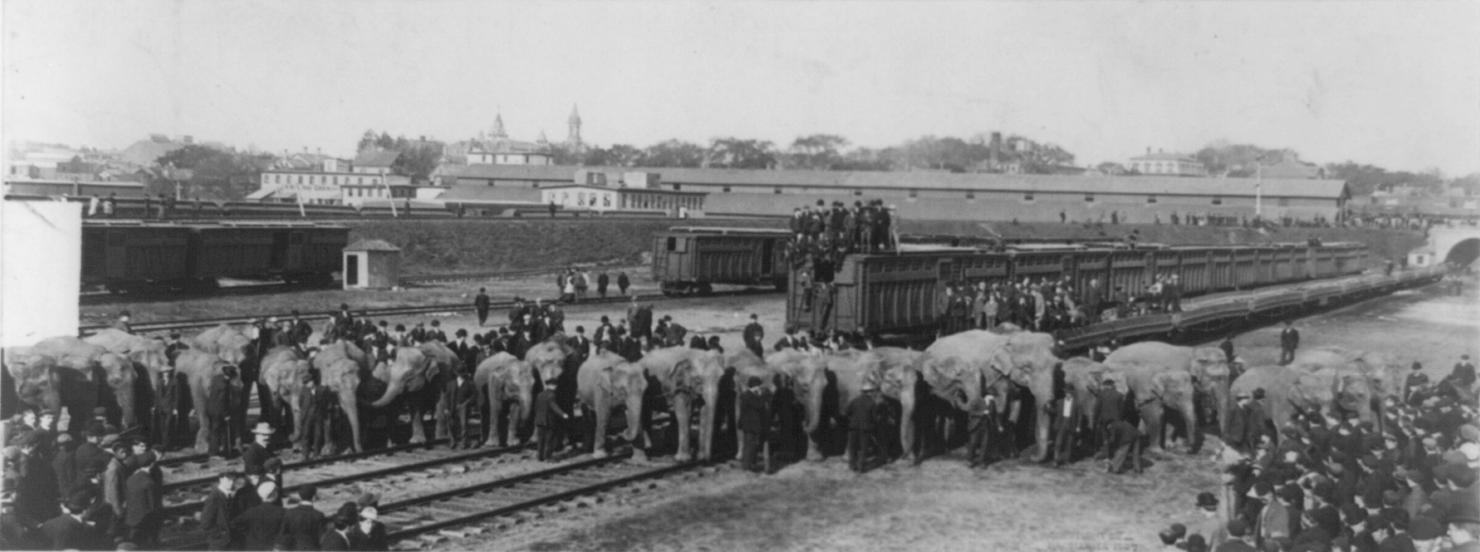
Elefanten des Ringling Brothers Zirkus (Aufnahme von 1907)

Die Zirkuspolka (vollständiger Originaltitel: Circus Polka: For a Young Elephant) ist ein Instrumentalstück von Igor Strawinsky, das ursprünglich 1942 für eine Ballettproduktion des Choreografen George Balanchine für den Ringling Bros. and Barnum & Bailey Circus komponiert wurde. Aufgeführt wurde die Zirkuspolka von einem aus je 50 Elefanten und Ballerinen bestehenden Ballett. 1944 veröffentlichte Strawinsky eine Orchesterfassung der Zirkuspolka, die seitdem zum Standardprogramm vieler Orchester zählt.

## Entstehungsgeschichte

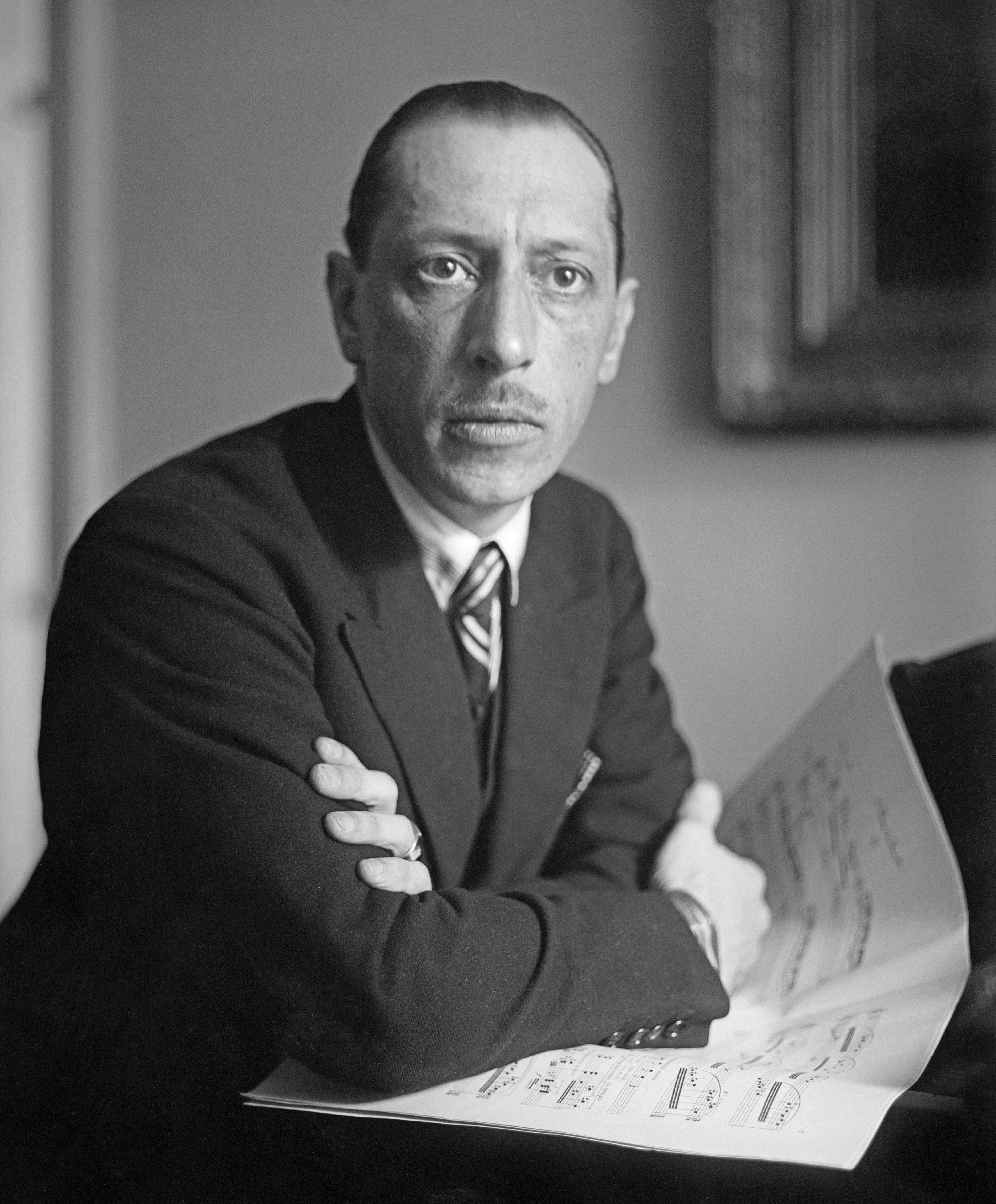
Igor Strawinsky

Igor Strawinsky und George Balanchine lernten sich 1925 kennen, als Balanchine als neu eingestellter Choreograf für Djagilews Ballets Russes Strawinskys sinfonische Dichtung Le chant du rossignol als Ballett inszenierte. Es entwickelte sich eine lang anhaltende Freundschaft und Zusammenarbeit, die sich fortsetzte, als beide in den 1930er-Jahren in die Vereinigten Staaten emigrierten. 
Ende 1941 kontaktierte das Management des Ringling Brothers & Barnum & Bailey Circus Balanchine mit der ungewöhnlichen Bitte, für die nächste Frühjahrssaison in New York eine Zirkusnummer für deren berühmte Elefantengruppe zu choreografieren. Balanchine schlug sofort eine Zusammenarbeit mit Strawinski vor, die das Zirkusunternehmen begeisterte. Strawinsky erfuhr aber erst am 12. Januar 1942 telefonisch von dem Vorschlag. Balanchine gab später das Gespräch mit Strawinsky folgendermaßen wieder: 
Balanchine: „Ich wollte Dich fragen, ob Du ein kleines Ballett mit mir zusammen machen willst.“
Strawinski: „Für wen?“
Balanchine: „Für einige Elefanten.“
Strawinski: „Wie alt?“
Balanchine: „Sehr jung.“
Strawinsky (nach einer Pause mit ernster Stimme): „In Ordnung. Wenn die Elefanten sehr jung sind, dann mache ich es.“
Obwohl Strawinsky mit eigenen Projekten beschäftigt war, handelte er mit Ringling Brothers ein hohes Honorar für ein kurzes Musikstück aus, das er innerhalb weniger Tage fertigstellte. Die Klavierfassung der Zirkuspolka, die in Anspielung auf Strawinskis Telefonat mit Balanchine die Widmung „Für einen jungen Elefanten“ erhielt, wurde am 5. Februar 1942 vollendet.
Auch wenn das Musikstück dem Namen nach eine Polka ist, enthält es verschiedene Rhythmenwechsel. Nur am Ende der knapp vier Minuten langen Komposition klingt eine Polka an, die sich allerdings als ein musikalisches Zitat von Schuberts Militärmarsch herausstellt. Dass dieses Finale der Zirkuspolka eine Parodie des Marche militaire sei, wurde von Strawinski stets bestritten. Er sah seine Zirkuspolka später als eine Satire und als ein musikalisches Äquivalent zu den Zeichnungen Toulouse-Lautrecs, auch wenn aus seinen Aufzeichnungen während der Komposition diese Absicht nicht hervorgeht.
An der Inszenierung der Ballettaufführung war Strawinski nicht mehr beteiligt. Das Arrangement der Zirkuspolka für ein Blasorchester und Orgel wurde von dem Filmmusikkomponisten David Raksin erstellt. George Balanchine gestaltete eine Choreografie für die 50 Elefanten sowie 50 menschlichen Tänzerinnen des Zirkus, die von der Elefantendame Modoc sowie Balanchines Ehefrau und Primaballerina Vera Zorina angeführt wurden. Die Elefanten (auch die Bullen) wurden in rosa Tutus gezwängt. Zeitgenössische Berichterstatter zeigten sich anfangs besorgt darüber, dass Strawinskis Musik eine Panik unter den Tieren auslösen könnte, und schließlich gelang es Balanchine, nun mit Modoc, eine „tänzerische“ Choreografie einzustudieren.
Die als „choreografische Tour de Force“ beworbene Inszenierung wurde am 9. April 1942 im New Yorker Madison Square Garden uraufgeführt. Die Zirkusvorstellung wurde ein großer Erfolg, und das Publikum zeigte sich besonders von der ungewöhnlichen Ballettvorführung begeistert. Nach der Premiere wurde die Zirkuspolka vom Ringling Brothers & Barnum & Bailey Circus weitere 424-mal aufgeführt – Strawinski sah die Inszenierung aber nie selbst.

## Bearbeitungen
Zwei Jahre nach seiner ursprünglichen Klavierfassung bearbeitete Igor Strawinsky die Zirkuspolka für eine orchestrale Aufführung. Die Uraufführung dieser Fassung erfolgte zusammen mit den Four Norwegian Moods im Januar 1944 durch das Boston Symphony Orchestra mit Strawinsky am Dirigentenpult. In den folgenden Monaten fanden mehrere Benefizkonzerte zur Unterstützung der United States Army im Zweiten Weltkrieg statt, die im Radio übertragen wurden. Strawinsky berichtete, dass er nach einer Übertragung ein Telegramm von einer Elefantendame namens Bessie erhalten hatte, die 1942 Teil des Balletts gewesen war, und die er daraufhin in Los Angeles traf. Charles de Gaulle wiederum hatte sich, als er eine andere Übertragung gehört hatte, die Noten der Klavierfassung bestellt und mit nach Frankreich genommen. Die Orchesterfassung der Zirkuspolka etablierte sich schnell im Programm vieler Orchester und ist heute vor allem in Kinderkonzerten beliebt.
Auch George Balanchine widmete sich noch einmal dem Ballettstück und gestaltete 1945 für eine einmalige Aufführung des New York City Ballets (NYCB) unter der Leitung von Lincoln Kirstein eine neue Choreografie ohne Tiere. Als Jerome Robbins 1972 Leiter des New York City Ballets wurde, schuf er eine Neuinszenierung der Zirkuspolka, in der Elevinnen der School of American Ballet die Rolle der Elefanten einnahmen, die von einem älteren Dompteur angeführt wurden. Diese Choreografie zählte seither zum Repertoire des NYCB, oft mit Gastauftritten von prominenten Tänzern wie Mikhail Baryshnikov als Dompteur.
Im Jahr 2006 erschien in den Vereinigten Staaten ein illustriertes Kinderbuch, das die Geschichte der Zirkuspolka erzählt.